# Moses Sonko
Moses Foday Sonko (Kamakwie, 7 ottobre 1983) è un ex cestista gambiano.